# Gerhard Schulze (Politiker, 1939)
Gerhard Schulze (* 13. Oktober 1939 in Bad Bevensen; † 30. Januar 2015) war ein deutscher Kommunalpolitiker (CDU).

## Leben
Der Sohn eines im Zweiten Weltkrieg gefallenen Landwirts absolvierte nach der mittleren Reife und einer zweijährigen landwirtschaftlichen Lehre die Ausbildung zum staatlich geprüften Landwirt an der Georgsanstalt in Ebstorf und der Höheren Landbauschule in Herford.
Nach bestandener Meisterprüfung übernahm Schulze 1965 den elterlichen Hof. 1968 wurde er als Mitglied des von ihm mitbegründeten CDU-Ortsverbandes in den Roscher Gemeinderat gewählt und wurde sogleich stellvertretender Bürgermeister und Vorsitzender der CDU-Fraktion.
Von 1972 bis 1986 amtierte Schulze als Bürgermeister der neu gegründeten Samtgemeinde Rosche. 1976 erfolgte seine Wahl in den Uelzener Kreistag. Schwerpunkte seiner Arbeit waren der Ausbau der Infrastruktur und die Bildungspolitik.
1986 wurde Schulze zum Landrat des Kreises Uelzen gewählt und übte dieses Amt nach dreimaliger Wiederwahl bis 2004 aus.
Zudem war Schulze langjähriger Vorsitzender des Kreistages im Landkreis Uelzen.